# Donis Avdijaj
Donis Avdijaj (Osnabrück, 1996. augusztus 25. –) német születésű koszovói válogatott labdarúgó, a Wolfsberger játékosa.

## Pályafutása

### Klubcsapatokban
Avdijaj a németországi Osnabrück városában született. Az ifjúsági pályafutását az SV Atter és a VfL Osnabrück csapatában kezdte, majd a Schalke 04 akadémiájánál folytatta.
2014-ben mutatkozott be a Schalke 04 első osztályban szereplő felnőtt keretében. 2015 és 2018 között az osztrák Sturm Graz és a holland Roda csapatát erősítette kölcsönben. 2018-ban a Willem II, míg 2019-ben a török Trabzonspor szerződtette. 2020-ban a skót Heart of Midlothianhoz, majd a holland Emmenhez igazolt. 2021-ben a ciprusi AÉ Lemeszúhoz írt alá. 2021 nyarán az osztrák TSV Hartberghez csatlakozott. 2022. augusztus 1-jén hároméves szerződést kötött a svájci első osztályban érdekelt Zürich együttesével. Először a 2022. augusztus 7-ei, Sion ellen 3–0-ra elvesztett mérkőzésen lépett pályára. A 2022–23-as szezon második felében a TSV Hartbergnél szerepelt kölcsönben.
2023. január 25-én kölcsönbe került a TSV Hartberghez a 2022–23-as szezon végéig. A 2023–24-es szezont Zürichben kezdte, és a bajnokság első két mérkőzésén pályára lépett, majd 2023. augusztus 30-án végleg visszatért a TSV Hartberghez, ahova két szezonra szóló szerződést írt alá. 2025. június 30-án kétéves szerződést írt alá a Wolfsberger csapatával.

### A válogatottban
Avdijaj az U16-os, az U17-es és az U19-es korosztályú válogatottakban is képviselte Németországot.
2017-ben debütált a koszovói válogatottban. Először a 2017. március 24-ei, Izland ellen 2–1-re elvesztett mérkőzés 74. percében, Fanol Perdedajt váltva lépett pályára. Első góljait 2018. november 17-én, Málta ellen 5–0-ás győzelemmel zárult Nemzetek Ligája találkozón szerezte meg.

## Statisztika
2023. február 12. szerint.

| Klub                      | Szezon   | Bajnokság              | Bajnokság | Bajnokság | Kupa  | Kupa  | Nemzetközi | Nemzetközi | Összesen | Összesen |
| Klub                      | Szezon   | Bajnokság              | Mérk.     | Gólok     | Mérk. | Gólok | Mérk.      | Gólok      | Mérk.    | Gólok    |
| ------------------------- | -------- | ---------------------- | --------- | --------- | ----- | ----- | ---------- | ---------- | -------- | -------- |
| Schalke 04                | 2016–17  | Bundesliga             | 9         | 2         | 0     | 0     | 3          | 0          | 12       | 2        |
| Sturm Graz (kölcsönben)   | 2014–15  | Osztrák Bundesliga     | 17        | 6         | 0     | 0     | —          | —          | 17       | 6        |
| Sturm Graz (kölcsönben)   | 2015–16  | Osztrák Bundesliga     | 25        | 3         | 2     | 3     | 1          | 1          | 28       | 7        |
| Sturm Graz (kölcsönben)   | Összesen | Összesen               | 42        | 9         | 2     | 3     | 1          | 1          | 45       | 13       |
| Roda (kölcsönben)         | 2017–18  | Eredivisie             | 13        | 3         | 1     | 1     | —          | —          | 14       | 4        |
| Willem II                 | 2018–19  | Eredivisie             | 15        | 4         | 3     | 4     | —          | —          | 18       | 8        |
| Trabzonspor               | 2019–20  | Süper Lig              | 8         | 1         | 2     | 0     | 8          | 0          | 18       | 1        |
| Heart of Midlothian       | 2019–20  | Scottish Premiership   | 3         | 0         | 0     | 0     | —          | —          | 3        | 0        |
| Emmen                     | 2020–21  | Eredivisie             | 8         | 0         | 2     | 0     | —          | —          | 10       | 0        |
| AÉ Lemeszú                | 2020–21  | Cypriot First Division | 9         | 0         | 3     | 0     | —          | —          | 12       | 0        |
| TSV Hartberg              | 2021–22  | Osztrák Bundesliga     | 18        | 5         | 3     | 0     | —          | —          | 21       | 5        |
| TSV Hartberg              | 2022–23  | Osztrák Bundesliga     | 1         | 2         | 0     | 0     | —          | —          | 1        | 2        |
| TSV Hartberg              | Összesen | Összesen               | 19        | 7         | 3     | 0     | 0          | 0          | 22       | 7        |
| Zürich                    | 2022–23  | Swiss Super League     | 7         | 0         | 1     | 0     | 8          | 3          | 16       | 3        |
| TSV Hartberg (kölcsönben) | 2022–23  | Osztrák Bundesliga     | 1         | 0         | 0     | 0     | —          | —          | 1        | 0        |
| Összesen                  | Összesen | Összesen               | 134       | 26        | 17    | 8     | 20         | 4          | 171      | 38       |

### A válogatottban
| Válogatott | Év       | Pályára lépés | Gól |
| ---------- | -------- | ------------- | --- |
| Koszovó    | 2017     | 2             | 0   |
| Koszovó    | 2018     | 4             | 2   |
| Összesen   | Összesen | 6             | 2   |

#### Góljai a válogatottban
| # | Időpont            | Helyszín                         | Ellenfél | Gólok | Eredmény | Kiírás                                     |
| - | ------------------ | -------------------------------- | -------- | ----- | -------- | ------------------------------------------ |
| 1 | 2018. november 17. | Nemzeti Stadion, Ta’ Qali, Málta | Málta    | 3–0   | 5–0      | 2018–2019-es UEFA Nemzetek Ligája (D liga) |
| 2 | 2018. november 17. | Nemzeti Stadion, Ta’ Qali, Málta | Málta    | 4–0   | 5–0      | 2018–2019-es UEFA Nemzetek Ligája (D liga) |

## Sikerei, díjai
Trabzonspor
- Török Kupa
  - Győztes (1): 2019–20